# Balanops
Balanops je biljni rod koji čini samostalnu porodicu Balanopaceae nom. cons., red Malpighiales. Rodu pripada 9 vrsta drveća i grmova raširenih po Australiji i Oceaniji: Nova Kaledonija, Fidži, Vanuatu, sjeverni Queensland.

## Opis
Balanopaceae su porodica dikotiledonih cvjetnica iz reda Malpighiales, koja sadrži jedan rod (Balanops) i devet vrsta drveća i grmlja koje ima jednostavno, naizmjenično postavljeno ili donekle vijugavo lišće. Biljke su nadalje karakterizirane cvjetovima koji nemaju upadljive dijelove (čašice i latice). Muški i ženski cvjetovi nalaze se na odvojenim biljkama (tj. biljke su dvodomne), muški u mačićima (izduženi, viseći grozdovi), a ženski pojedinačni. Svaki ženski cvijet sastoji se od jedne strukture koja nosi ovule (pistil) koja se sastoji od dvije ili tri karpele, ili strukturne jedinice, i sadrži dvije ili tri nesavršeno odvojene komore (lokule), svaka s dva ovula. Gornji dio pistila sastoji se od dva kratka izdanka (nastavka), od kojih svaki završava s dvije duge, sužene stigme ili površine koje primaju pelud. Tučak se nalazi u bazalnom vijugu (ovojku) od mnogo preklapajućih brakteja nalik ljuskama koje tvore kupulu koja ostaje u zrelom plodu, dajući mu izgled poput žira. Balanopaceae je rasprostranjena uglavnom u Novoj Kaledoniji, a populacije se pojavljuju i na Vanuatuu, Fidžiju i ograničenim tropskim područjima Queenslanda u Australiji.

## Vrste
1. Balanops australiana F.Muell.
2. Balanops balansae Baill.
3. Balanops microstachya Baill.
4. Balanops oliviformis Baill.
5. Balanops pachyphylla Baill. ex Guillaumin
6. Balanops pancheri Baill.
7. Balanops pedicellata (Guillaumin) Hjelmq.
8. Balanops sparsifolia (Schltr.) Hjelmq.
9. Balanops vieillardii Baill.